# اکولوژی (مجله بین‌المللی)
اکولوژی (انگلیسی: Oecologia) یک مجله بررسی شده بین‌المللی داوری همتا به زبان انگلیسی منتشر شده توسط از بهار ۱۹۶۸ (برخی مقالات تا سال ۱۹۷۶ به زبان آلمانی یا فرانسوی منتشر می‌شدند). این مجله تحقیقات اصلی را در طیف وسیعی از موضوعات مرتبط با بوم‌شناسی (اکولوژی) گیاهی و جانوری منتشر می‌کند.